# Рибњик
Рибњик (пољ. Rybnik) је град у Пољској у Војводству Шлеском у Повјату Рибњик. Према попису становништва из 2011. у граду је живело 140.924 становника.

## Становништво
Према прелиминарним подацима са пописа, у граду је 2011. живело 140.924 становника.
| 2002.   | 2011.   | 2012.   |
| ------- | ------- | ------- |
| 142.731 | 140.924 | 140.789 |

## Партнерски градови
- Лијевен
- Дорстен
- Карвина
- Бедбург-Хау
- Ивано-Франкивск